# Rugby (England)
 For alternative betydninger, se Rugby (flertydig). (Se også artikler, som begynder med Rugby)
Rugby er en by i Rugby-distriktet, Warwickshire, England, med et indbyggertal (pr. 2011) på 87.453. Distriktet har et befolkningstal på 100.075 (pr. 2011). Byen ligger 125 km fra London. Den nævnes i Domesday Book fra 1086, hvor den kaldes Rocheberie.